# Zhangjiawa
Zhangjiawa (kinesiska: 张家洼街道, 张家洼) är en socken i Kina. Den ligger i provinsen Shandong, i den östra delen av landet, omkring 72 kilometer sydost om provinshuvudstaden Jinan. Antalet invånare är 72514. Befolkningen består av 35 769 kvinnor och 36 745 män. Barn under 15 år utgör 16,0 %, vuxna 15-64 år 75 %, och äldre över 65 år 8,0 %.
Genomsnittlig årsnederbörd är 840 millimeter. Den regnigaste månaden är juli, med i genomsnitt 284 mm nederbörd, och den torraste är januari, med 7 mm nederbörd.